# Rallye du Limousin
Le Rallye du Limousin (ou Rallye Région Limousin-Lac de Vassivière) est un rallye automobile se déroulant autour de la ville de Limoges.

## Historique
Initialement créé en 1954, il connut différentes appellations : « Ronde Limousine », et aujourd'hui rallye « région Limousin ».
Durant les années 1960, il a aussi connu quelques épreuves sur circuits, tels le circuit de Charade.
Des pilotes de prestige l'ont accroché à leur palmarès, tels René Trautmann, Sébastien Loeb, Jean-Pierre Nicolas, ou encore Jean-Claude Andruet. Philippe Bugalski est le détenteur du plus grand nombre de victoires : cinq, dont quatre consécutives, ce qui constitue également un record.
Ce rallye compte pour le Championnat de France des rallyes depuis 1991. En 2009, le rallye est renommé « Rallye Région Limousin Vassivière », car le parcours est autour du lac de Vassivière. En 2010, le rallye prend l'appellation de « Ronde Limousine-Région Limousin-Vassivière », avec au programme deux essais le vendredi, et une spéciale de cinquante kilomètres à faire quatre fois le samedi. La parcours du samedi s'est déroulé autour du lac de Vassivière.
Ester Technopôle est souvent le lieu de ralliement.

## Palmarès

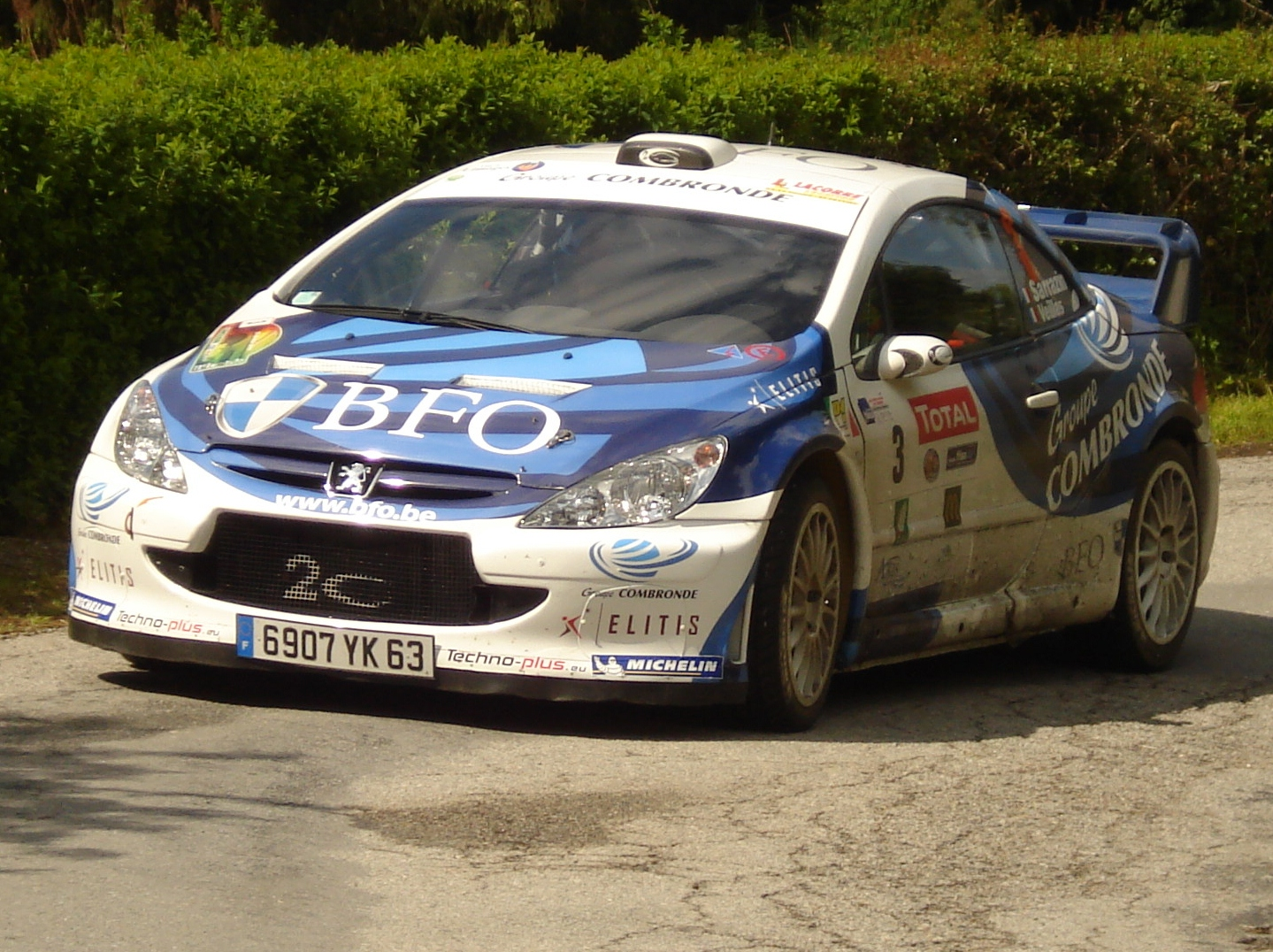
Stéphane Sarrazin en 2012.

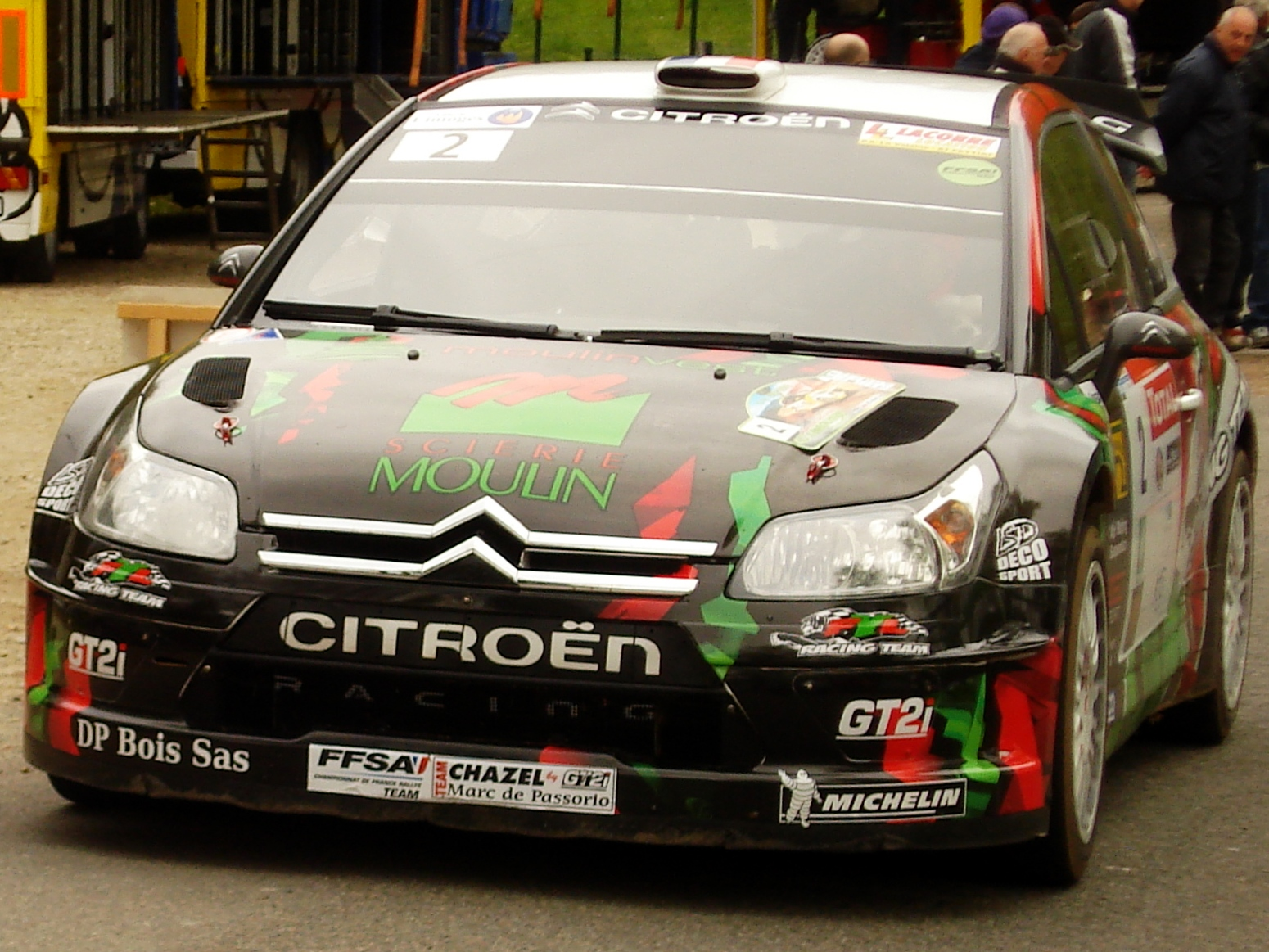
Jean-Marie Cuoq en 2013.

| Année | Pilote            | Copilote           | Voiture               |
| ----- | ----------------- | ------------------ | --------------------- |
| 2000  | Philippe Bugalski | Jean-Paul Chiaroni | Citroën Xsara T4      |
| 2001  | Sébastien Loeb    | Daniel Elena       | Citroën Xsara Kit-Car |
| 2002  | Cédric Robert     | Gérald Bedon       | Peugeot 206 S1600     |
| 2003  | Jean-Marie Cuoq   | Guilhem Zazurca    | Citroën Xsara Kit-Car |
| 2004  | Alexandre Bengué  | Caroline Escudero  | Peugeot 206 WRC       |
| 2005  | Patrick Henry     | Magali Lombard     | Peugeot 206 WRC       |
| 2006  | Nicolas Vouilloz  | Nicolas Klinger    | Peugeot 307 WRC       |
| 2007  | Patrick Henry     | Magali Lombard     | Peugeot 307 WRC       |
| 2008  | Alexandre Bengué  | Caroline Escudero  | Peugeot 307 WRC       |
| 2009  | Patrick Henry     | Magali Lombard     | Peugeot 307 WRC       |
| 2010  | Bryan Bouffier    | Xavier Panseri     | Peugeot 207 S2000     |
| 2011  | Dany Snobeck      | Gilles Mondésir    | Citroën C4 WRC        |
| 2012  | Stéphane Sarrazin | Benjamin Veillas   | Peugeot 307 WRC       |
| 2013  | Jean-Marie Cuoq   | Jérôme Degout      | Citroën C4 WRC        |
| 2014  | Julien Maurin     | Nicolas Klinger    | Ford Fiesta WRC R5    |
| 2015  | Épreuve annulée.  | Épreuve annulée.   | Épreuve annulée.      |
| 2016  | Éric Brunson      | Thomas Roux        | Ford Fiesta WRC       |
| 2017  | Yoann Bonato      | Benjamin Boulloud  | Citroën DS3 R5        |